# Николај Гогољ
Николај Васиљевич Гогољ (рус. Никола́й Васи́льевич Го́голь, укр. Мико́ла Васи́льович Го́голь; Велики Сорочинци, 1. април 1809 — Москва, 4. март 1852) био је руски писац украјинског порекла. У својим делима је показивао дубоко разумевање и поштовање за људе, менталитет, историју и културу Русије. Хронолошки је први међу плејадом великих руских реалиста, писао је приповетке, романе и комедије. У његовим радовима је присутан и утицај претходне епохе националног романтизма. Гогољ је имао велики утицај на касније руске реалисте.
Иако су га његови савременици Гогоља сматрали једном од најистакнутијих фигура природне школе руског литерарног реализма, каснији критичари су у његовом раду пронашли фундаментални романтични сензибилитет, уз напетост надреализма и гротеске (Нос, Виј, Шињел, Невски проспект). Његови рани радови, као што су Вечери на мајуру код Дикањке, били су инспирисани украјинском културом и фолклором. Његово касније писање исмевало је политичку корупцију Руског царства (Ревизор, Мртве душе). Роман Тарас Буљба (1835) и драма Женидба (1842), задено са кратким причама Дневник лудака, Прича о томе како се Иван Иванович посвађао са Иваном Никифоровичом, Портрет и Кочије, су такође међу његовим најбољим радовима.

## Биографија
Гогољ је рођен у украјинском козачком граду Велики Сорочинци, у Полтавској области царске Русије. Отац, стари козачки официр, развио је код Гогоља књижевни укус. Мајка му је пренела мистичну религиозност, која га је морила у доцнијем животу. После детињства проведеног на селу у Украјини, нашао је посао у министарству у Санкт Петербургу.
Свој јавни књижевни рад је отпочео 1829. када је под псеудонимом објавио неуспелу романтичну поему „Ганс Кихелгартен“. Године 1831, напушта државну службу и постаје професор историје у школи за кћери официра, а од 1834. на Универзитету у Санкт Петербургу. Удаљеност и носталгија за родном Украјином инспирисала га је да напише збирку приповедака „Вечери на мајуру код Дикањке“ (1831—1832). У причама је користио елементе фолклора, фантастике и хумора, којима је описивао живот на селу.
На Гогољево опредељење за књижевност јако су утицала пријатељства са Жуковским и, нарочито, Пушкином који му је дао идеје за неколико дела.
Наредни период је за Гогоља био веома плодан. Написао је збирке приповедака Арабеске и Миргород (1835). Његова најпознатија драма, „Ревизор“, настала је 1836. и привукла велику пажњу књижевне и политичке јавности, па и самог цара.
Исте године почео је да пише свој капитални роман, „Мртве душе“. Сматрао је да је ово дело његова мисија којом ће постићи натчовечански подвиг. Први део „Мртвих душа“ се појавио 1842. и поред претходне цензуре. Ово дело представља детаљну сатиричну студију Русије посматране из перспективе главног јунака Чичикова.
У каснијем животу пао је у депресију и почео да води аскетски живот. Од 1836. до 1848. путовао је по Западној Европи. Запао је у стваралачку кризу, а почео је да показује знаке параноидне психозе (вероватно шизофреније). У ноћи 24. фебруара 1852, у налету маније инспирисане религиозним заносом, спалио је своје рукописе, међу којима је био други део романа „Мртве душе“. Сам је рекао да га је на овај потез навео ђаво. Неколико дана касније, 4. марта, је преминуо. Покопан је на московком гробљу Новодевичје.

## Књижевни пут
Свој први књижевни покушај Ханс Кихелгартен, спалио је оставши незадовољан њиме и верујући да ће остварити нешто много боље. Гогољ је од почетка развијао приповетку као посебну врсту књижевне прозе, дајући јој нови садржај и облик. Своју прву збирку приповетки, Вечери на мајуру крај Дикањке, није написао реалистичним, већ романтичарским карактером.
Прочуо се по приповетки из украјинског живота, у којима до изражаја долази фолклор, ведро и романтично расположење. Збирком Арабеске почиње своје Петербуршке приче у којима на за њега типичан начин приповедања исмијава испразност живота нижег чиновника (Шињел, Нос), на исту тему пише и веома успешну комедију Ревизор. Све је то написано његовим типичним стилом „смеха кроз сузе” у којем он сам увиђа трагикомичност живота нижег чиновника па тако и свог живота. Осим приповедака Гогољ је писао комедије Женидба и већ споменути Ревизор, те романе Мртве душе и Тарас Буљба.
Захваљујући Гогољу дошло је до апсолутне превласти прозе над поезијом у руској књижевности и зато Гогоља треба сматрати „оцем руске прозне књижевност”. За Гогоља је веома битно и његово украјинско порекло због чега га Украјинци сматрају и украјинским књижевником. Гогољ је створио ликове који су у руском друштву постали обрасци за лењост, глупост, себичност, лакоумност и корупцију. Приближавање славенофилима, неверица у властиту даровитост, осећање кривице и религиозно-мистично расположење обележавају његов живот припадника украјинске мањине у големој Руској Империји.
Гогољ је тешко прихватао нову руску средину у коју је дошао из понешто друкчије и топлије Украјине, што се одразило и на његово специфично описивање руског друштва. Украјинци у склопу Руске Империје током 18. и 19. века били су под сталним притиском без научног упоришта да не постоји украјински језик, већ је реч искључиво о дијалекту великог руског језика. Део украјинских интелектуалаца (одгојених у украјинском културном духу) у руској књижевности до једне мере почео се мирити са таквом империјалном политиком, а међу њима се посебно истиче управо Гогољ.

## Гогољ и Украјина
Година 2009. проглашена је Гогољевом годином према Унесковим критеријима. Као и до тада, прослављен је као руски писац. Међутим, стручњаци широм света полако почињу да разумевају украјински менталитет Гогоља који се манифестовао у руској култури на највишем књижевном нивоу. Најновија украјинска књижевна критика доноси опширан опус размишљања обележених и проблемима украјинско-руских односа у озрачју којих је прошла двестота облетница рођења писца.
Према украјинским стручњацима, Гогољево украјинско порекло је значајна одредница која се одразила у низу његових изражаја као човека и писца. Да би се Гогољ уопште разумео, украјински чинилац је пресудан, а он се у већини случајева изоставио, па чак и онда када се требало навести порекло руског писца. Формирање његове свести, почетни успех те духовна криза повезани су с проблемима Украјине много више него што се то до сада у светским књижевним круговима наслућивало.
Према опажањима италијанског слависте Сандра Грачиотија, Гогољ се залагао за помирење источне и западне цркве као равноправних пред Богом, као у причи о сестрама Марији и Марти из Еванђеља по Луки. То је био већ добро познати украјински екуменизам, али и дисиденство. Дисиденство раније виђено и код правдања украјинског националног хероја хетмана Ивана Мазепе, уједно пропагираног „руског издајника”. Такав Гогољ није био потребан руском царизму у доба његовог успона. Према Гогољевима речима, Русија је била препуно „мртвих душа” и оних који су на њима стварали капитал.

## Дела

### Поезија
- Ганц Кухелгартен (1829)

### Приповетке и романи
- Вечери на мајуру код Дикањке (1831—1832)
  - Прва књига
    - Сорочински сајам
    - Вече уочи Ивана Купале
    - Мајска ноћ, или Утопљеница
    - Изгубљено писмо

  - Друга књига
    - Бадње вече
    - Страшна освета
    - Иван Фјодорович Шпоњка и његова тетка
    - Зачарано место
- Збирка Миргород (1835)
  - Виј
  - Прича о томе како су се посвађали Иван Иванович и Иван Никифорович
  - Старовременске спахије
  - Тарас Буљба (1835, 1842)
- Петербуршке приче
  - Невски проспект
  - Нос (1836)
  - Шињел (1842)
  - Записи лудака
  - Портрет
  - Кочије
- Мртве душе (1842)

### Драме
- Женидба (1833)
- Ревизор (1836, 1842)